# Rue Hubert-Jean Coenen
Pour les articles homonymes, voir Coenen.
La rue Hubert-Jean Coenen est une impasse bruxelloise de la commune d'Auderghem située dans le quartier du Parc des Princes, cette rue est longue de 110 mètres. La numérotation des habitations va de 2 à 12.

## Historique et description
Le 30 avril 1962, le conseil donna un nom à trois nouvelles rues en construction, créant les rues.
- rue Hubert-Jean Coenen,
- rue Maurice Poedts,
- rue Guy-Jean Verachtert,

d'après trois combattants morts au champ d'honneur.
Ces trois petites impasses étaient situées en bordure de la forêt de Soignes dans le nouveau quartier du Parc des Princes, importante réalisation urbanistique.

### Origine du nom
La rue porte le nom du sergent Hubert Jean Coenen, né le 12 avril 1886 à Anderlecht, mort le 12 juillet 1940 à Montpellier en France lors de la seconde Guerre mondiale. Il était domicilié en la commune d'Auderghem.

## Inventaire régional des biens remarquables
- Le premier permis de bâtir fut attribué le 6 février 1963 pour le n°6.